# Verbász
Verbász (szerbül Врбас / Vrbas, németül Werbass, ruszinul és ukránul Вербас) város és község Szerbiában, a Vajdaságban, a Dél-bácskai körzetben. Nevezetes nemzetiségi és vallásfelekezeti sokszínűségéről, vasúti csomópont.

## Fekvése
Bácska középső részén, a Ferenc-csatorna mellett fekszik, Újvidéktől kb. 40 km-re északra, Topolyától kb. 30 km-re délre fekszik, az Újvidék és Szabadka közti vasútvonal fontos állomása.

## A község települései
A községhez Verbász városán kívül még hat település tartozik (zárójelben a települések szerb neve szerepel):
- Kiskér (Бачко Добро Поље / Bačko Dobro Polje)
- Kucora (Куцура / Kucura)
- Ókér (Змајево / Zmajevo)
- Péklapuszta (Косанчић / Kosančić)
- Sóvé (Равно Село / Ravno Selo)
- Torzsa (Савино Село / Savino Selo)

## Nevének eredete
Neve valószínűleg a szláv vrba (= fűz) szóból ered.

## Története
Verbász valaha két különálló településből állt, Óverbászból (németül Alt-Werbass) és Újverbászból (németül Neu-Werbass).

### Óverbász
A Verbászról (Werbass) szóló legrégibb feljegyzés 1387-ből származik
Verbász nevét egy 1526 előtti térkép említette először, amelyen a bácskai Verbászt Vrbász néven írták.
1590-ben a török defterek a bácsi nahijében sorolták fel 36 adózó házzal.
1655-ben Wesselényi Ádámot iktatták be a Bács vármegyei Verbacz birtokába.
1699-ben Bács vármegye összeírásában Verbász még nem szerepelt az adózó falvak névsorában, de az 1700. évi Olber-féle összeírásban Verbászt már faluként említették, amely azonban csak ekkor kezdett telepedni, mivel az 1702-es kamarai jegyzék Verbászt (más néven Füzest), még új faluként említette. Az 1715. évi vármegyei adóösszeírásban pedig már 37 adózója volt említve.
Az 1717. évi adóösszeírás Verbászt nem említette, mert Herberstein szegedi parancsnok Verbász és Szivác lakosságát magához csábítva, katonai helyekre költöztette, ezért e falvak tönkrementek.
1719-ben már ismét lakott hely, ekkor már 18 adófizető lakott Verbászon, 1722-ben pedig már 81 adózóval szerepelt.
1731-ben Bács vármegye azt panaszolta, hogy a szenttamási határőrök Verbász puszta felét magukhoz ragadták. 1737-ben Verbászt mint szerb falut említették. 1744-ben a verbásziak a nagy terhek és robotok miatt más vidékekre szöktek el.
Az 1768-as kamarai térkép Verbász falut a Telecska alján, mai helyén tüntette fel. Hozzá tartozott a falutól délkeletre elterülő 5233 holdnyi Verbász-puszta is, Szenttamás felé pedig egy régi falu helye volt feltüntetve, ettől délre pedig Csornok puszta feküdt. Óverbász falu fölött Parasztinácz puszta, e fölött pedig Kisdobra helyezkedett el.
Az 1779-es adatok szerint Verbászon 242 házban 216 szerb család lakott, és 1783-ig Verbász határa Kisdobra, Parasztinác, Csornok és Feketics pusztákból állt. A lakosság a nagy határral járó terheket nehezen viselte, így Parasztinácz egy részét és egész Feketityet átengedte egy új falu telepítése céljából. 1785-ben így keletkezett Óverbásztól nyugatra Újverbászt Németországból érkezett telepesekkel telepítettek be.
Óverbász evangélikus anyaegyháza díszesen festett templommal 1850-ben alakult, régi pecsétje 1728-ból való.
A településtől délre, Kiskér felé nagyobb körsánccal erősített régi, avar kori földvár található, amelyet Csornok sáncnak neveztek.
1910-ben 4853 lakosából 615 magyar, 1837 német, 1813 szerb volt. Ebből 563 római katolikus, 563 görögkatolikus, 1497 evangélikus, 1783 görögkeleti ortodox volt.
A trianoni békediktátum előtt Bács-Bodrog vármegye Kúlai járásához tartozott.

### Újverbász
Újverbász akkor létesült, amikor Óverbász lakói már nem bírták a nagy határral járó terheket, ezért 1783-ban határukból Paraszti-puszta egy részét és egész Feketityet új falu telepítésére átengedték, ezáltal keletkezett 1785-ben Óverbásztól nyugatra az új falu: Újverbász, mely németországi telepesekkel népesült be. 1786-ban Újverbászon már 250 házban 178 család élt, és a református templomon kívül 1874-ben római katolikus plébánia is szerveződött, 1885-ben pedig már római katolikus templomuk is felépült.
Az 1848–49-es forradalom és szabadságharc idején, egy ideig itt Újverbászon volt Perczel Mór hadseregének főhadiszállása is, és innen kezdte támadását Jellasics bán a Kishegyesen és környékén sátorozott magyar hadsereg ellen; itt székelt Beöthy Ödön királyi biztos is, és itt működött egy ideig az elfogott honárulók felett a hármas vérbíróság is.
Újverbász pecsétje 1786-ból való, amely két mezőre osztva, felső részén szőlőtőt mutat két fürttel, az alsóban pedig hullámok között hal úszik.
A községnek már a 19. század elején fejlett ipara volt. 1821-ben már céhszabadalmat kaptak a kőművesek, asztalosok, lakatosok, kovácsok, ácsok és a kerékgyártók is.
1910-ben 6924 lakosából 1361 magyar, 5171 német, 150 szerb lakosa volt. Ebből 1216 római katolikus, 1424 református, 3711 evangélikus volt.
Ó- és Újverbász a trianoni békeszerződés előtt Bács-Bodrog vármegye Kúlai járásához tartozott.
A második világháború végéig mindkét település német többségű volt, akiknek nagy részét kollektív bűnösség vádja alatt 1945-ben lágerekbe hurcolták, másik részük pedig már korábban elhagyta a vidéket. A németek helyére főleg szerbeket és montenegróiakat telepítettek.

## Népesség

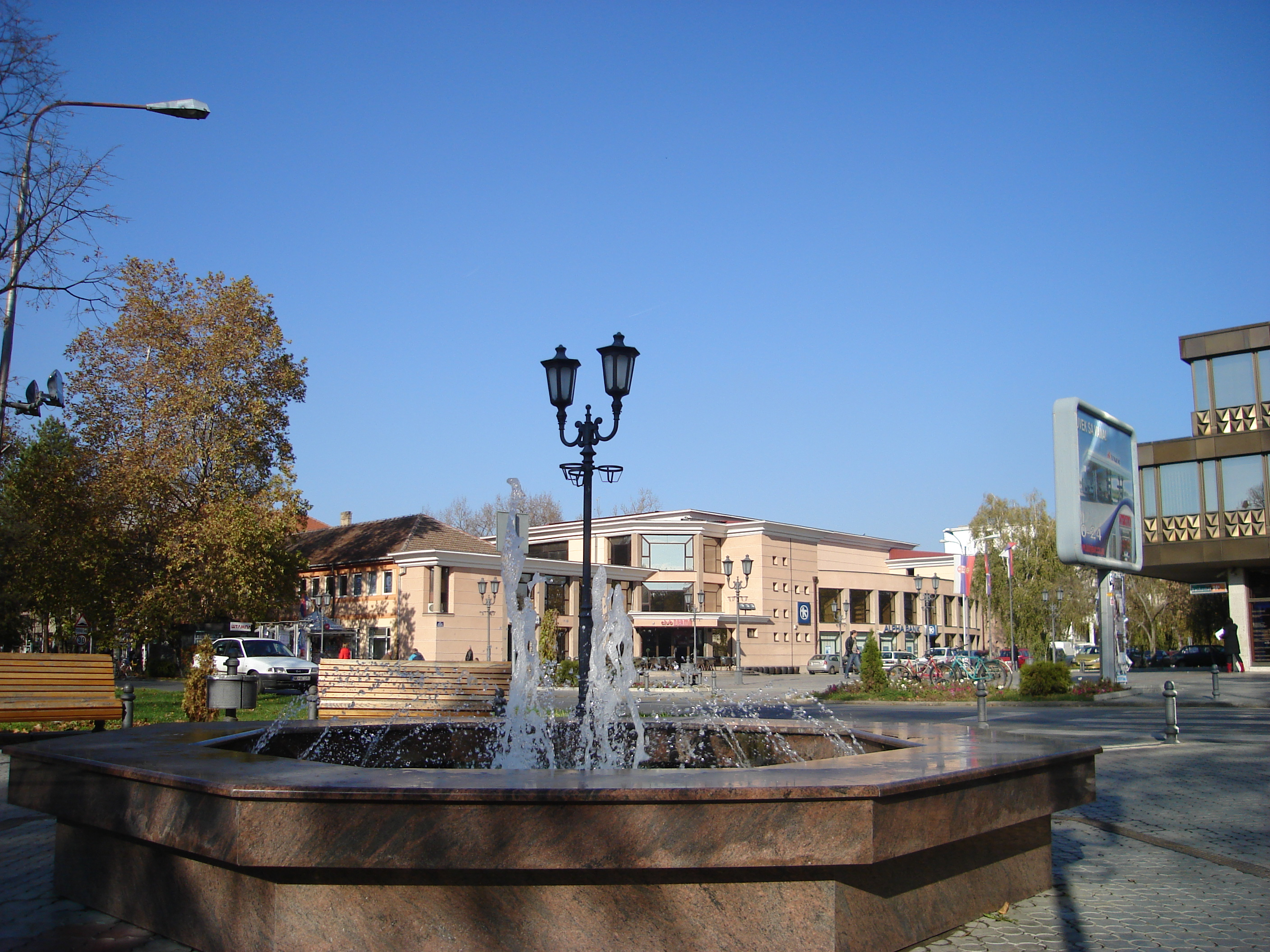
A városközpont

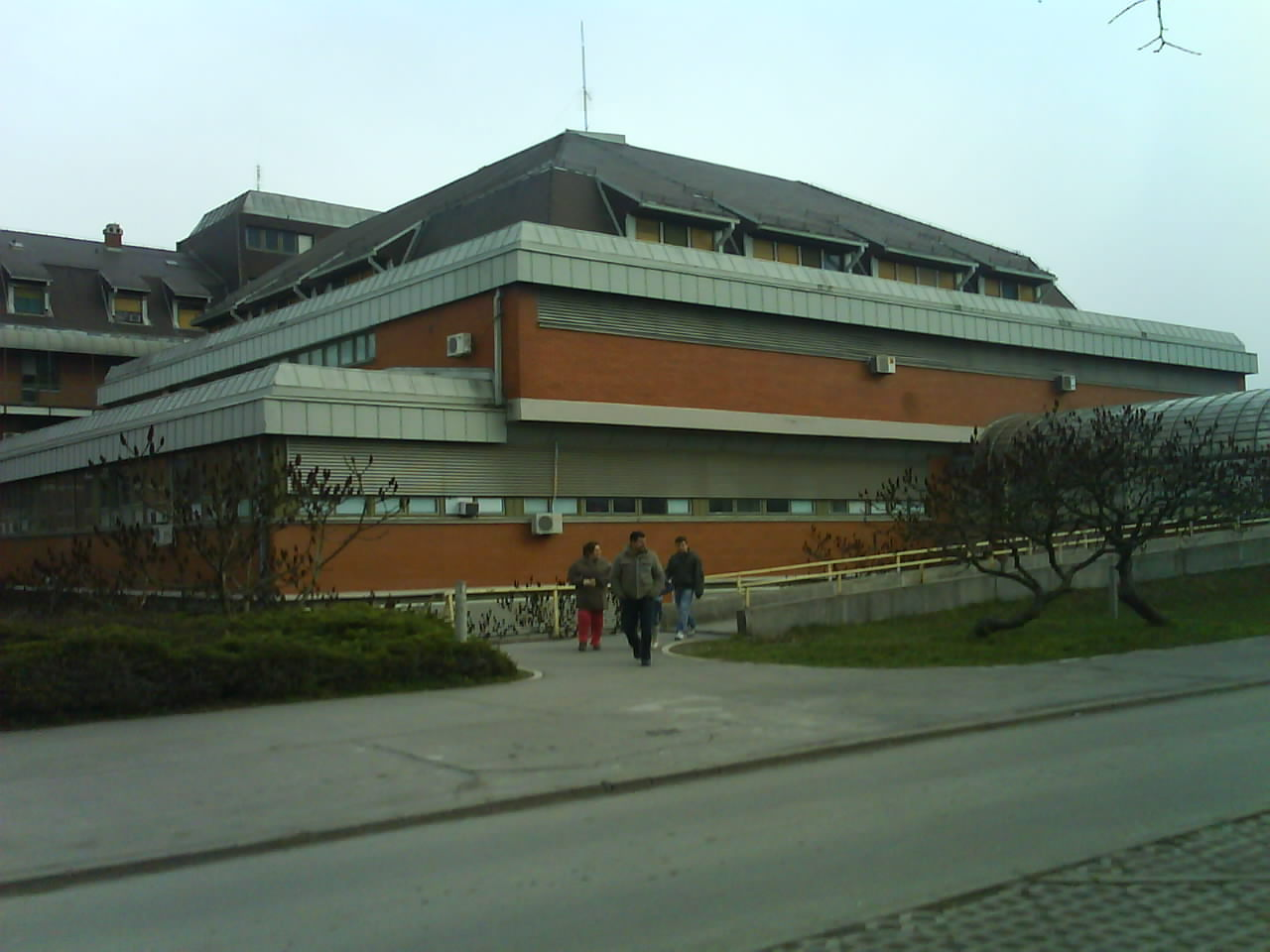
Kórház

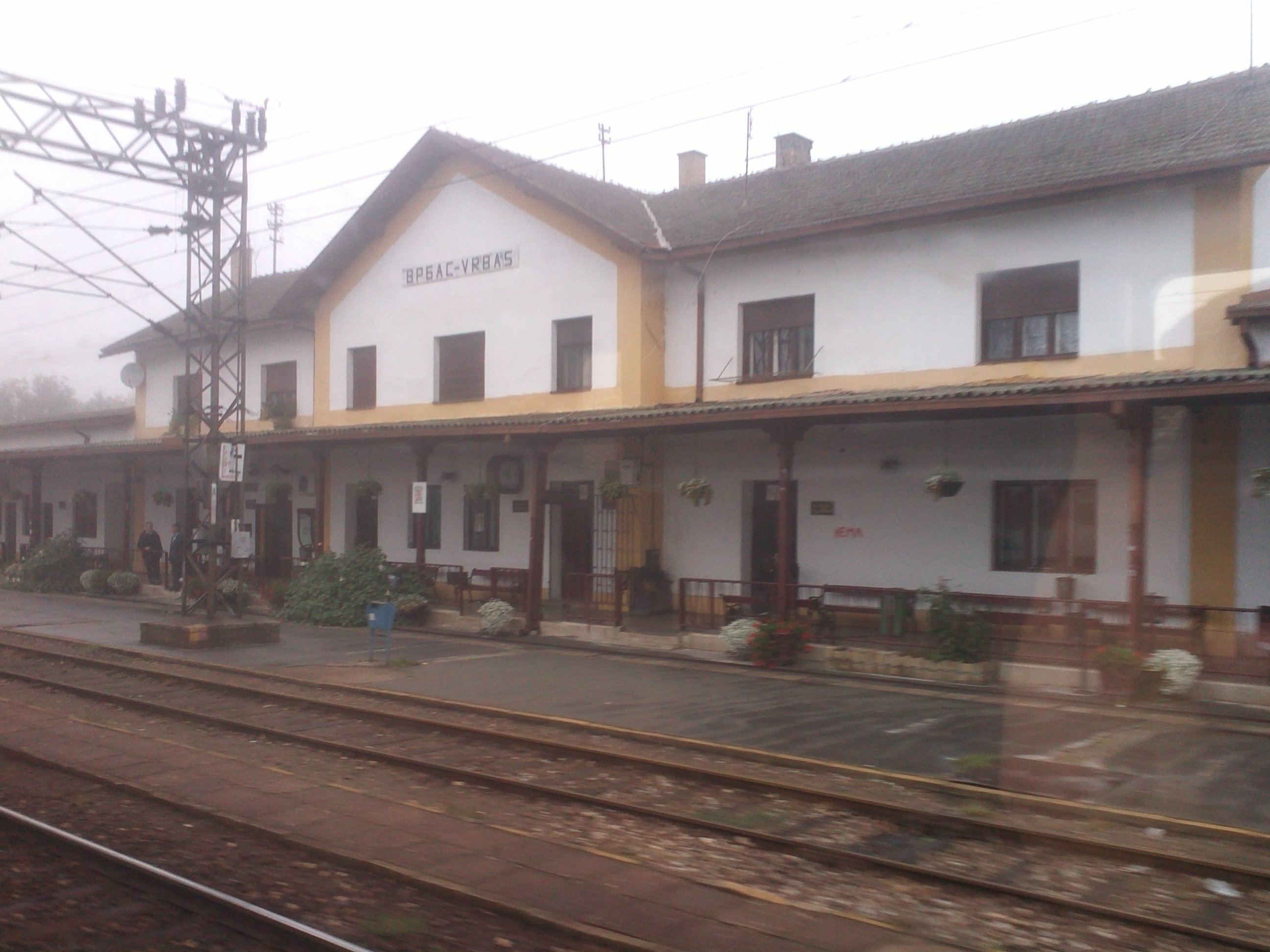
Vasútállomás

### Demográfiai változások
| 1948   | 1953   | 1961   | 1971   | 1981   | 1991   | 2002   | 2011   |
| ------ | ------ | ------ | ------ | ------ | ------ | ------ | ------ |
| 14 837 | 15 470 | 19 316 | 22 496 | 25 143 | 25 858 | 25 907 | 24 112 |

### Etnikai összetétel
| Nemzetiség       | Szám   | %     |
| ---------------- | ------ | ----- |
| Szerbek          | 10 670 | 41,18 |
| Montenegróiak    | 7 785  | 30,04 |
| Magyarok         | 2 003  | 7,73  |
| Ruszinok         | 1 478  | 5,70  |
| Ukránok          | 745    | 2,87  |
| Jugoszlávok      | 529    | 2,04  |
| Horvátok         | 427    | 1,64  |
| Németek          | 106    | 0,40  |
| Szlovákok        | 89     | 0,34  |
| Macedónok        | 84     | 0,32  |
| Szlovének        | 46     | 0,17  |
| Oroszok          | 44     | 0,16  |
| Cigányok         | 40     | 0,15  |
| Muzulmánok       | 40     | 0,15  |
| Csehek           | 17     | 0,06  |
| Bunyevácok       | 16     | 0,06  |
| Bolgárok         | 14     | 0,05  |
| Albánok          | 13     | 0,05  |
| Bosnyákok        | 10     | 0,03  |
| Románok          | 7      | 0,02  |
| Goránok          | 1      | 0,00  |
| Egyéb/Ismeretlen |        |       |

## Vallás
Ma Verbászon csaknem hat különböző felekezetű templom létezik.
A szerbek és montenegróiak hagyományosan pravoszlávnak, azaz ortodoxnak vallják magukat, azzal, hogy a Bácskában megtelepült montenegróiak körében is egyre erőteljesebben jelentkezik az igény egy, a szerb ortodox egyháztól független, autokefál montenegrói ortodox egyház létrehívása iránt.
A katolikusok aránya Verbászon mintegy 20%, nemzeti alapon különböző rítus követői: a magyarok túlnyomó többsége római katolikus, azaz latin (római) szertartású, a ruszinok és ukránok pedig görögkatolikusok.
Az egykor Bácskában élő németség nagy részétől eltérően a verbászi svábok nem katolikusok, hanem evangélikus vagy metodista vallásúak voltak. 2005-ben, hatvan évvel a németek erőszakos kitelepítése után, a verbászi metodista templomot felújították, és újra felszentelték.
Érdekesség, hogy a magyarországi metodista egyház Verbászon indult el 1898-ban. A százéves jubileum alkalmával született az elhatározás, hogy fel kellene újítani a közben romossá vált, bedeszkázott ablakú templomot. A kisszámú közösséget ma főleg magyarok és szlovákok képezik.

## Nevezetes emberek
- Itt született 1876. június 2-án Schenk Jakab ornitológus, zoológus
- Itt született 1890. december 2-án Molter Károly író, kritikus, irodalomtörténész
- Itt született 1896. december 5-én Zabik László Gyula újságíró
- Itt született 1906. december 10-én Pechán Béla festő, grafikus
- Itt született 1931. június 13-án Major Nándor író, kritikus, esszéista, politikus
- Itt született 1966. március 2-án dr. Csernus Imre pszichiáter
- Itt született 1973. március 23-án Milorad Mažić labdarúgó-játékvezető
- Itt született 1985. november 28-án Rúzsa Magdolna énekesnő, a Megasztár harmadik szériájának győztese
- Itt született 2003. november 7-én Kerkez Milos labdarúgó

## Képtár

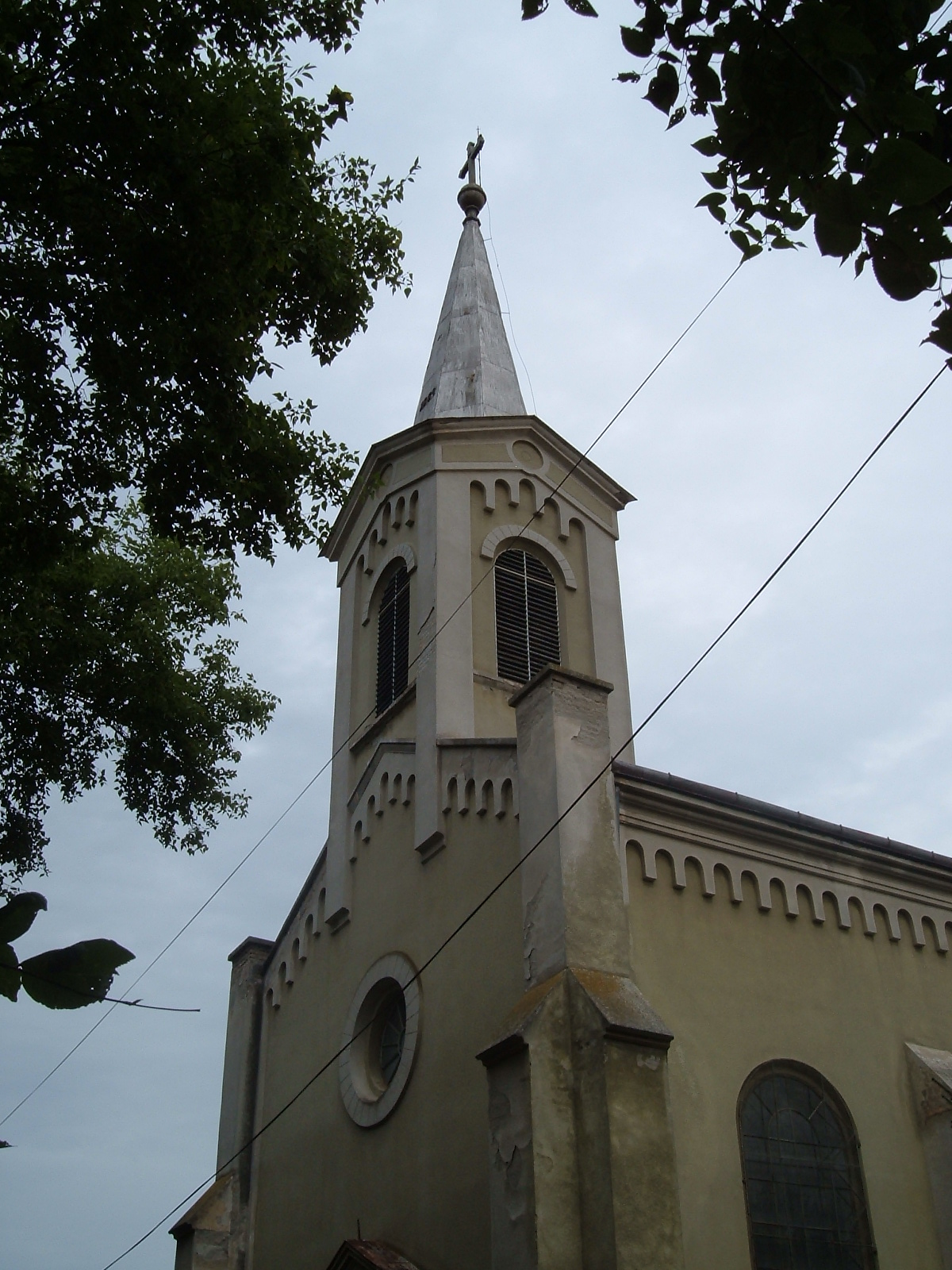
A római katolikus templom
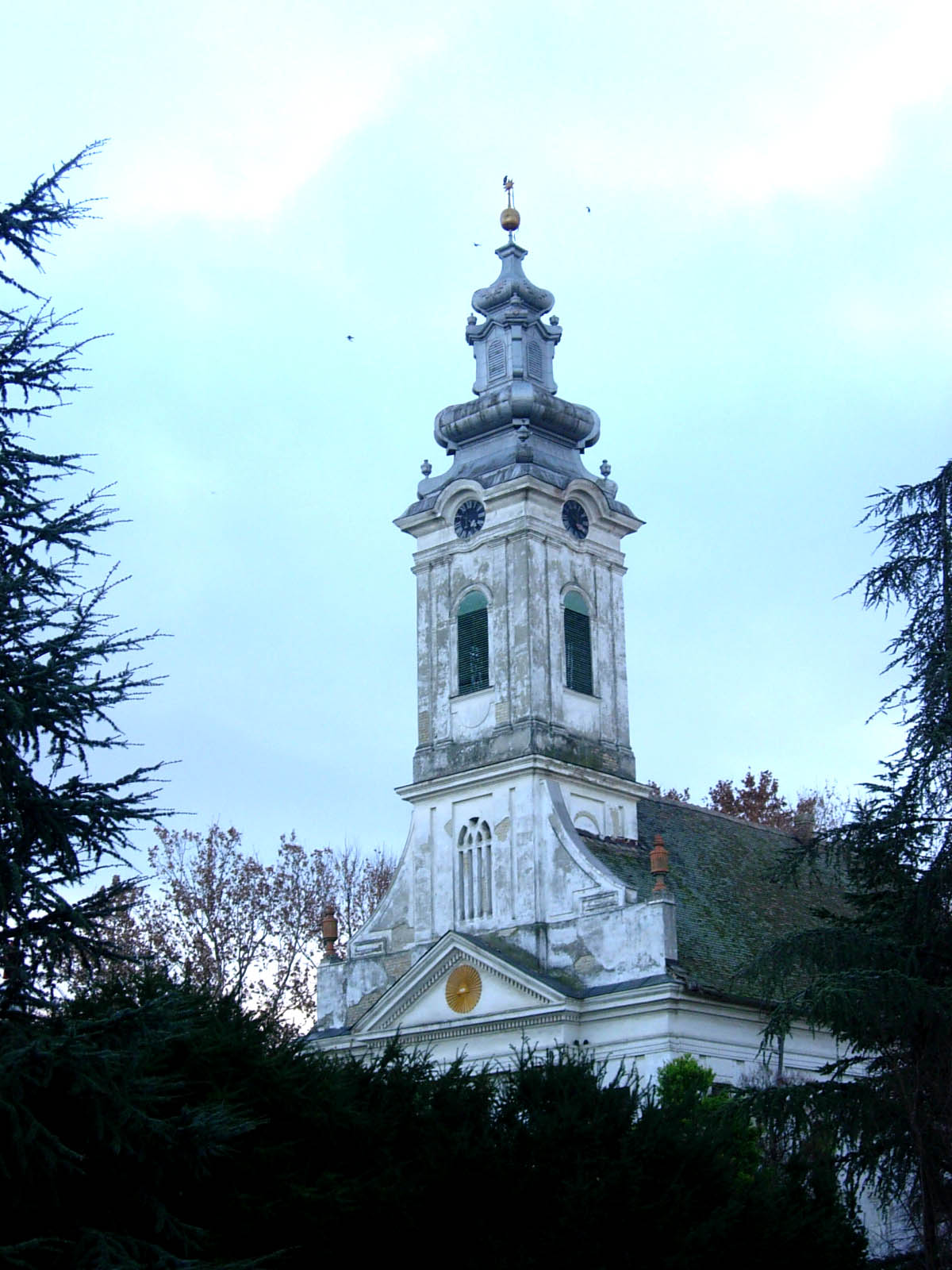
A református templom
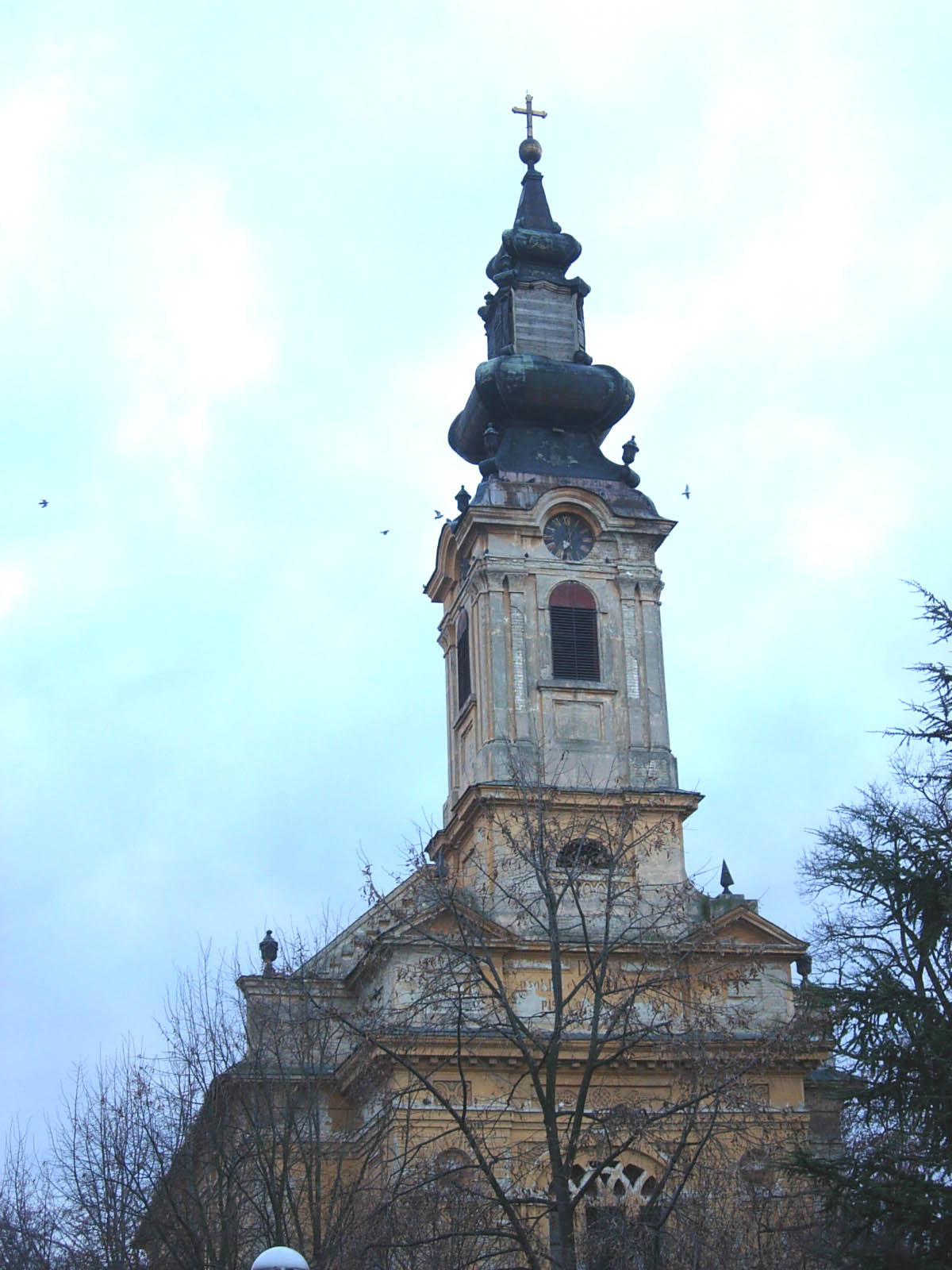
Az evangélikus templom
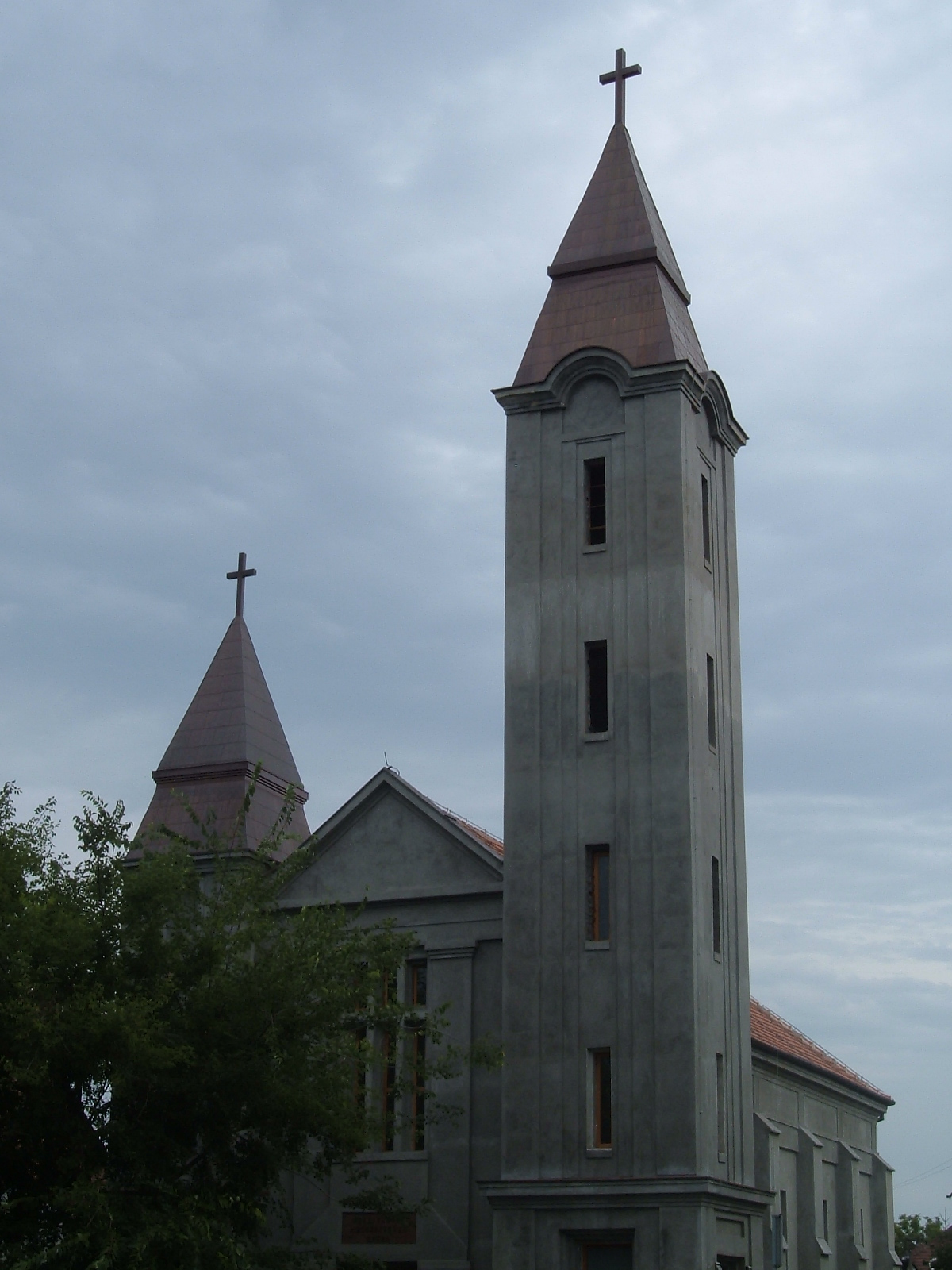
A metodista templom
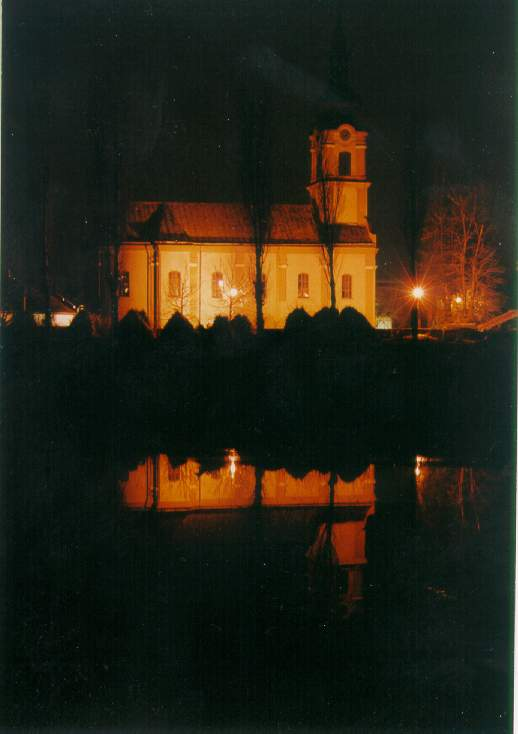
A görögkeleti templom